# Alfons De Bal
Alfons De Bal, né le 30 septembre 1943 à Geel, est un coureur cycliste belge, professionnel de 1965 à 1979.

## Palmarès et résultats

### Palmarès par année
- 1964
  - 5e étape du Circuit des Mines
  - 3e de Courtrai-Gammerages
- 1965
  - 2eb étape des Trois Jours de Hénin-Liétard
- 1966
  - 2e de Roubaix-Cassel-Roubaix
  - 3e de Bruxelles-Charleroi-Bruxelles
- 1967
  - Course des raisins
  - 2e du Circuit de la vallée de la Senne
  - 2e du Grand Prix de la Basse-Sambre
  - 2e de la Wingene Koers
  - 2e du Grand Prix Betekom
  - 3e du Grand Prix du 1er mai - Prix d'honneur Vic De Bruyne
  - 3e de la Flèche côtière
- 1968
  - 3e du Tour du Limbourg
- 1969
  - Flèche hesbignonne-Cras Avernas
  - Grand Prix de la ville de Vilvorde
  - Zwevezele Koers
  - 3e du championnat de Belgique sur route
- 1970
  - Flèche des polders
- 1971
  - 2e du Textielprijs Vichte
  - 3e du Grand Prix des Carrières
  - 3e du Circuit de Neeroeteren
- 1972
  - 2e de la Puivelde Koerse
  - 3e du Grand Prix Frans Verbeeck
  - 3e du Circuit de Neeroeteren
- 1973
  - Circuit de la vallée de la Lys
  - Kessel-Lier
  - 2e du Circuit des Trois Provinces (Avelgem)
  - 2e du Circuit de Neeroeteren
  - 3e du Circuit du Brabant central
  - 3e du Tour de Flandre-Orientale
- 1974
  - Mémorial Fred De Bruyne
  - Circuit de la vallée de la Senne
  - 3e de la Maaslandse Pijl
- 1975
  - 2e du Grand Prix E5
- 1976
  - Circuit de Wallonie
  - 3e et 4e étapes du Tour de Luxembourg
  - Circuit Escaut-Durme
  - 2e du Circuit des bords flamands de l'Escaut
- 1977
  - Flèche hesbignonne-Cras Avernas
  - 3e étape du Tour de Luxembourg
  - 2e et 4ea étapes du Grand Prix du Midi libre
  - Circuit des bords flamands de l'Escaut
  - Memorial Thijssen
  - 2e du Grand Prix de Hannut
  - 3e du Tour du Luxembourg
  - 3e de Milan-Turin
- 1978
  - Grand Prix de Saint-Raphaël
  - Circuit des bords flamands de l'Escaut
  - Harelbeke-Poperinge-Harelbeke
  - 4e étape de l'Étoile des Espoirs
  - 2e du Circuit des Trois Provinces (Avelgem)
  - 3e du Grand Prix de Hannut
  - 3e du Grand Prix Union Dortmund
  - 3e du Circuit de Niel
- 1979
  - Flèche hesbignonne-Cras Avernas
  - Circuit de Neeroeteren
  - 2e du Circuit de Belgique centrale
  - 3e de la Puivelde Koerse

### Résultat sur les grands tours

#### Tour d'Italie
1 participation 
- 1978 : abandon (15e étape)